# Гедіон Зелалем
Гедіон Зелалем (англ. Gedion Zelalem, нар. 26 січня 1997, Берлін) — американський і німецький футболіст ефіопського походження, півзахисник лондонського «Арсеналу» та молодіжної збірної США. На міжнародному рівні Зелалем виступав за збірну Німеччини до 15 років, до 16 років та до 17 років протягом 2012 та 2013 років. Він став громадянином США 2 грудня 2014 року, а 13 травня 2015 року ФІФА затвердила його право грати за США.

## Клубна кар'єра

### Молодіжні клуби
Народився 26 січня 1997 року в місті Берлін і у віці п'яти років почав займатися в клубі «Германія 1888», а наступного року опинився в академії клубу «Герта». У 2006 році Гедіон переїхав в США, де продовжив свою футбольну освіту в клубах «МСК Юнайтед» і «Бефесда», а пізніше грав у «Олні Рейнджерс».
У період гри за «Олні Рейнджерс», скаут лондонського «Арсеналу» Даніель Карбассьйон примітив Зелалема під час матчу на Кубок Даласса. За домовленістю між тренерами, Зелалема запросили в Лондон для річного навчання в Молодіжній Академії Арсеналу; по закінченні навчання йому запропонували місце в Академії.
На початку Зелалем грав у молодіжній команді Арсеналу у віці до 16 років, пізніше, у квітні 2013, його перевели в молодіжну команду до 21 року. Його дебют в команді до 21 року припав на матч з «Ліверпулем» у цьому ж місяці, в цьому матчі він не зміг уберегти свою команду від поразки 2:3 на «Енфілді»; однак, отримав позитивні відгуки. Менше, ніж через тиждень він вдруге вийшов на поле і взяв участь у перемозі над «Вулвергемптон Вондерерз» з рахунком 3:2, знову отримавши похвалу.

### «Арсенал»
У липні 2013 року Зелалем був включений в список з 24 футболістів першої команди «канонірів», які відправилися в Азіатське турне. Для багатьох його включення стало несподіванкою, однак, гарний виступ в іграх проти команди всіх зірок Індонезії, В'єтнаму і «Нагоя Грампус» змусило говорити про нього, як про майбутню зірку, таку, як Сеск Фабрегас. Після сильного старту Зелалем заявив, що сподівається вийти кілька разів на поле в сезоні 2013/14.;

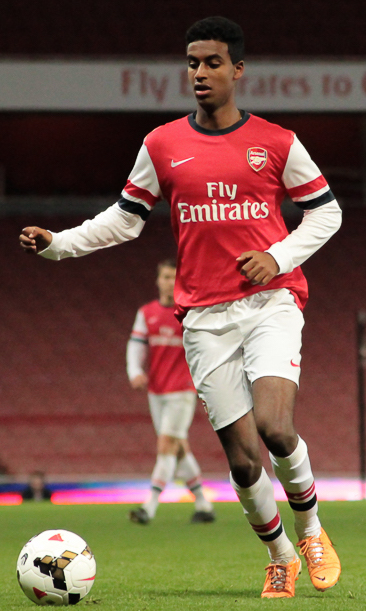
Гедіон Зелалем під час виступів за «Арсенал». 2014 рік.

4 серпня 2013 Гедіон взяв участь в матчі на Emirates Cup проти «Галатасарая», але не зміг допомогти команді уникнути поразки з рахунком 2:1 24 серпня 2013 року Зелалем був включений в заявку другого матчу «Арсеналу» в сезоні, який команда проводила проти «Фулгема», що завершився перемогою «Арсеналу» з рахунком 3-1, але так і не з'явився на полі. 10 вересня Зелалем повідомив у Твіттері, що отримав травму і вибув приблизно на 2 місяці. У кінці жовтня, хоча він і оголосив про те, що остаточно відновився від травми, але, незважаючи на чутки, Арсен Венгер заявив, що Зелалем не готовий грати у матчі на Кубок англійської Ліги проти «Челсі», який відбувся 29 жовтня. Він повернувся до грі за молодіжну команду 6 листопада в матчі Юнацької Ліги Чемпіонів проти «Боруссії» (Дортмунд) і відіграв весь матч, що закінчився внічию 2:2.
24 січня 2014 року Зелалем зіграв свій перший офіційний матч за «Арсенал», вийшовши на заміну в матчі четвертого раунду Кубка Англії проти «Ковентрі Сіті», який завершився перемогою «канонірів» з рахунком 4:0. 18 березня 2014 Зелалем підписав новий контракт з «Арсеналом» до 2017 року. У сезоні 2014/15 відбувся дебют Гедіона в Лізі Чемпіонів, 9 грудня 2014 року він відіграв 45 хвилин у матчі з «Галатасараєм».

### Оренди в «Рейнджерс» та «ВВВ-Венло»
Влітку 2015 перейшов в «Рейнджерс» на правах оренди. У новій команді став основним гравцем і допоміг клубу зайняти перше місце у шотландському Чемпіоншипі і повернутись в елітний дивізіон, а також виграв з клубом Шотландський кубок виклику.
Повернувшись влітку 2016 року до «Арсеналу», Зелалем до кінця року зіграв лише дві гри у Кубку ліги, через що 24 січня 2017 року був відданий в оренду до кінця сезону у «ВВВ-Венло», якому допоміг виграти Еерстедивізі, другий за рівнем дивізіон Нідерландів.

## Виступи за збірні
2012 року дебютував у складі юнацької збірної Німеччини, взяв участь в 11 іграх на юнацькому рівні.
У 2012 році Гедіон тренувався разом зі збірною США (до 15), але був не в змозі грати в матчах через те, що не був громадянином США в той час.
29 грудня 2014 року видання The Washington Post повідомило про те, що Зелалем став громадянином США. Після того, як Гедіон отримав громадянство, Суніл Гулаті, голова Федерації футболу США, повідомив, що федерація розпочала процес натуралізації, який дозволить Зелалему виступати за збірну США. Він також зберег свій німецький паспорт, який дозволяє йому без обмежень жити та працювати в Європейському Союзі.
За правилами ФІФА гравці під час процесу натуралізації мають чекати мінімум п'яти років перш ніж можуть почати представляти нову країну. Втім Зелалем отримав виняткове право відразу розпочати виступи за американську команду, оскільки Гедіон відвідував середню школу в США. Він дебютував за молодіжну збірну США 19 травня 2015 року в товариській грі проти Австралії (2:1), а вже наступного місяця був зі збірною учасником молодіжного чемпіонату світу 2015 року, дійшовши з командою до чвертьфіналу. Всього на молодіжному рівні зіграв у 16 офіційних матчах.

## Статистика виступів

### Статистика клубних виступів
| Сезон             | Команда           | Чемпіонат         | Чемпіонат | Чемпіонат | Національний кубок | Національний кубок | Національний кубок | Континентальні кубки | Континентальні кубки | Континентальні кубки | Інші змагання | Інші змагання | Інші змагання | Усього | Усього |
| Сезон             | Команда           | Ліга              | Ігор      | Голів     | Ліга               | Ігор               | Голів              | Ліга                 | Ігор                 | Голів                | Ліга          | Ігор          | Голів         | Ігор   | Голів  |
| ----------------- | ----------------- | ----------------- | --------- | --------- | ------------------ | ------------------ | ------------------ | -------------------- | -------------------- | -------------------- | ------------- | ------------- | ------------- | ------ | ------ |
| 2013–14           | «Арсенал»         | ПЛ                | 0         | 0         | КА+КЛ              | 1+0                | 0                  | ЛЧ                   | 0                    | 0                    | -             | -             | -             | 1      | 0      |
| 2014–15           | «Арсенал»         | ПЛ                | 0         | 0         | КА+КЛ              | 0                  | 0                  | ЛЧ                   | 1                    | 0                    | СА            | 0             | 0             | 1      | 0      |
| 2015–16           | «Рейнджерс»       | Ч (ІІ)            | 21        | 0         | КШ+КЛ              | 4+2                | 0                  | -                    | -                    | -                    | КВ            | 1             | 0             | 28     | 0      |
| 2016–17           | «Арсенал»         | ПЛ                | 0         | 0         | КА+КЛ              | 0+2                | 0                  | ЛЧ                   | 0                    | 0                    | -             | -             | -             | 2      | 0      |
| 2016–17           | «ВВВ-Венло»       | ЕД (ІІ)           | 9         | 1         | КН                 | -                  | -                  | -                    | -                    | -                    | -             | -             | -             | 9      | 1      |
| 2017–18           | «Арсенал»         | ПЛ                | 0         | 0         | КА+КЛ              | 0                  | 0                  | ЛЄ                   | 0                    | 0                    | СА            | 0             | 0             | 0      | 0      |
| Усього за Arsenal | Усього за Arsenal | Усього за Arsenal | 0         | 0         |                    | 3                  | 0                  |                      | 1                    | 0                    |               | 0             | 0             | 4      | 0      |
| Усього за кар'єру | Усього за кар'єру | Усього за кар'єру | 30        | 1         |                    | 9                  | 0                  |                      | 1                    | 0                    |               | 1             | 0             | 41     | 1      |

## Титули і досягнення
- Володар Кубка Англії (2):

«Арсенал»: 2013–14, 2014–15